# مزدوجة الطوسي

مزدوجة الطوسي[بحاجة لمصدر] أو ثنائية الطوسي[بحاجة لمصدر] هو نموذج وضعه الطوسي في كتابه التذكرة أراد منه تمثيل حركة الأجرام السماوية. ويتكون هذا النموذج
من دائرتين متداخلتين، قطر الصغرى منهما نصف قطر الكبرى. وتدور الصغرى باتجاه معاكس لدوران
الكبرى، وتكون سرعة دوران الكبرى نصف سرعة الصغرى. دوران الدوائر يسبب نقطة على محيط الدائرة الصغرى والتي تتحرك بحركة خطية ذهابا وايابا على قطر الدائرة الكبرى.

وضع هذا النموذج في القرن ال 13 من قبل العالم الفارسي نصير الدين الطوسي سنة 1247 م في كتابه تحرير المجسطي

## التعريف الأصلي

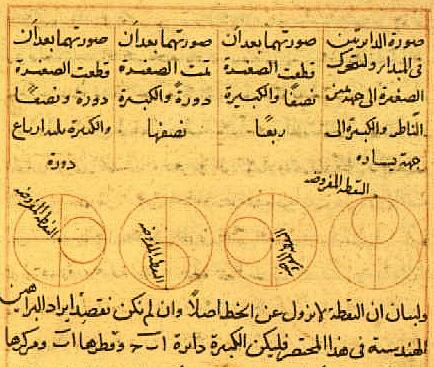
رسم الطوسي حول مزدوجة الطوسي

هناك بعض الباحثيين يصفون المزدوجة على انها دائرة صغيرة تدور داخل دائرة كبيرة ثابتة.ولكن كان وصف الطوسي مختلف وهذا نص ترجمته:

'إذا كانت هناك دائرتان متحدتا المستوى، قطر الأولى يساوي نصف قطر الأخرى، وتكون متلامستان من الداخل بنقطة، وأخذت نقطة معينة من الدائرة الصغرى-ولتكن نقطة التماس مع الدائرة الكبرى-، الآن لو تحركت الدائرتين حركة بسيطة وباتجاهين متعاكسين بحيث تكون سرعة الصغرى ضعف سرعة الكبرى بحيث تكمل الصغرى دورتين عندما تكمل الكبرى دورة واحدة، أذن سوف نرى ان النقطة سوف تتحرك على قطر الدائرة الكبرى والتي مرت في البداية من نقطة التماس، متذبذبة بين الطرفين.